# Myosoma errans
Myosoma errans är en stekelart som först beskrevs av Szepligeti 1902.  Myosoma errans ingår i släktet Myosoma och familjen bracksteklar. Inga underarter finns listade i Catalogue of Life.